# Mitrodetus chilensis
Mitrodetus chilensis är en tvåvingeart som beskrevs av Reed och Ruiz 1941. Mitrodetus chilensis ingår i släktet Mitrodetus och familjen Mydidae. Inga underarter finns listade i Catalogue of Life.